# Кінотеатр

Кінотеатр «Київ» по вул. Велика Васильківська, 19, Київ

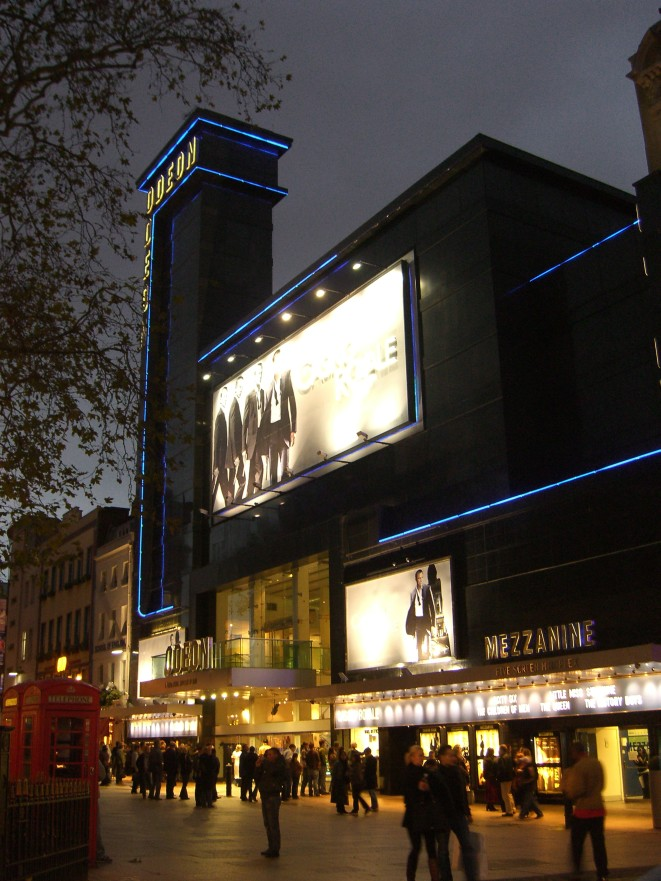
Кінотеатр «Одеон» у середмісті Лондона — звичне місце показу світових і британських кінопрем'єр; на фото — триває демонстрація 21-ї стрічки Бондіани «Казино Рояль», 2006

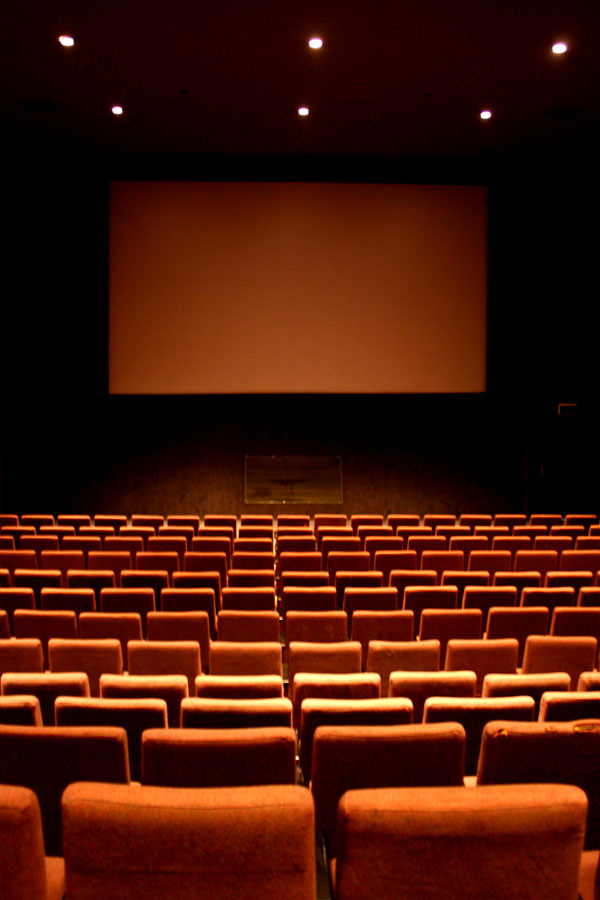
Глядацька зала кінотеатру в Австралії

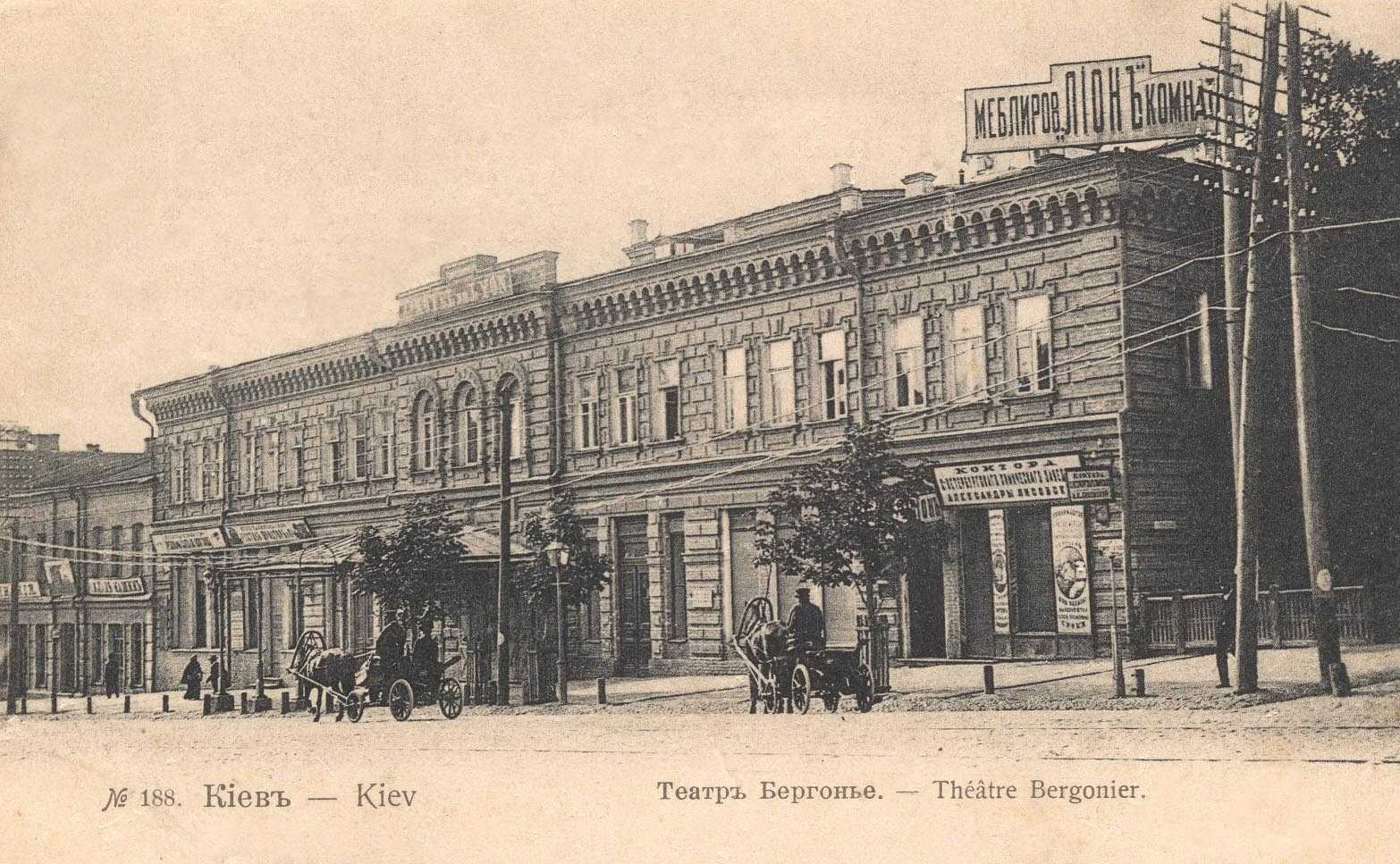
Театр Бергоньє, Київ, фото 1890—1910 рр.

Кінотеа́тр — приміщення для публічного показу і перегляду кінофільмів.

## Історія

### Розвиток кінотеатрів у світі
Першим кінотеатром США, призначеним винятково для показу кінофільмів вважається Vitascope Hall у Новому Орлеані. Загалом же перші кінотеатри почали з'являтися наприкінці 1900-х рр. Вони майже не відрізнялися від залів для зібрань або концертів (у Харкові кінотеатри Дмитра Харитонова «Аполло» 1907, «Весь світ» 1907, «Модерн» 1907, арх. М. Диканський, «Мішель», «Помпей» та «Ампір» 1913, арх. А. І. Горохів; кінотеатр на Ноллендорфплац у Берліні, 1910, архітектор О. Кауфман; «Художній» у Москві, 1910 р., архітектор Ф. О. Шехтель, і ін.) У 20-ті рр. будувалися різноманітні за архітектурою кінотеатри (неокласичні, у дусі бароко, готики й ін.), із традиційним театральним плануванням і пишним декором в інтер'єрі («Капитоль» у Берліні, 1925, архітектор Х. Пельциг), і строго функціональні, що відрізняються максимальною зручністю розташування місць у залі для глядачів («Універсум» у Берліні, 1928, архітектор Э. Мендельзон; «Ударник» у Москві, 1928-31, архітектор Б. М. Йофан). З'явилися так звані суперкіно (на 4000—5000 глядачів), із широким застосуванням металевих конструкцій, що давали можливість перекриття більших прольотів (у Стамфорд-Хилле, Велика Британія, 1928, і ін.). З 1934 у Західній Європі будувалися будинки менших розмірів (1200—2200 глядачів), зі спрощеними архітектурними формами та затишними інтер'єрами («Палас» у Чатемі, Велика Британія, 1934).
В 1950-60-ті рр. з'явилися кінотеатри спеціальних видів кінематографа — стереокіно (з об'ємним зображенням), кругова кінопанорама. Широке поширення отримують великі кіноконцертні зали на 2500-4000 місць універсального призначення, технічне встаткування й акустика яких забезпечують постановку більших концертних програм і показ всіх видів фільмів (звичайних, широкоекранних і широкоформатних).
Найбільшою мережею кінотеатрів у Великій Британії і однією з найбільших у Європі є «Одеон».

### Київ і Україна
Демонстрування кінематографа (сінематографії) в Києві почалося з 1897 року у приміщенні Бергоньє театру. Наприкінці XIX ст. з'явилися перші стаціонарні «ілюзіони» — кінотеатри Шанцера, «Корсо», «Експрес», розташовані на Хрещатику.
Найдавнішим кінотеатром у Києві вважається кінотеатр «Жовтень», побудований у 1929—30 рр. архітектором Валеріаном Риковим за проєктом архітектора Троцького. Відкриття відбулося 8 листопада 1930 р. Кутова будівля у стилі конструктивізму має кінозал на 800 місць і концертний зал. У 1955 р. кінотеатр переобладнаний для показу широкоформатних фільмів.
Особливо бурхливим був розвиток і кінематографу (як одного з видів мистецької пропаганди), і широкої мережі кінотеатрів і кіноустановок у СРСР, причому вона охопила практичну більшість населених пунктів, включаючи селища та села (зазвичай у клубах, будинках культури була своя кіноустановка). Так, у селах України загалом існувало 25 тисяч кінозалів. Масове згортання кіномережі, особливо на селі розпочалося ще наприкінці 1980-х, і особливо посилилося в економічно важкі 1990-ті. В результаті повального закриття кінотеатрів, перепрофілювання закладів чи приміщень колишніх кінотеатрів, а нерідко й занедбання й руйнації останніх, мережа кінотеатрів в Україні різко скоротилася (в рази), а у сільській місцевості їх просто не лишилося. Чинником, який остаточно зруйнував національну кіномережу стала потреба переобладнання кінотеатрів до сучасних технічних вимог і головне — необхідність показу винятково ліцензійного кіно. Тому, коли від 2000-х років у містах-мільонниках, насамперед столиці Києві, а також Дніпропетровську, Донецьку, Одесі, Харкові, а також у великих містах, зокрема обласних центрах (Львів, Хмельницький, Чернівці тощо) знайшлися інвестори, які викупили старі кінотеатри з метою їх подальшого перезапуску, переобладнання й обернення на вдалий комерційний продукт, а подеколи навіть почали будувати нові кінотеатри, відкривати кінозали у великих торгівельних центрах, з'явились перші національні мережі кінотеатрів, а потому й об'єкти міжнародних мереж, у решті країни, і зокрема, в малих містах, райцентрах кінотеатри, як і раніше, масово закривалися. Так, на Чернігівщині у 2-му і 3-му містах області — Ніжині та Прилуках не залишилося жодного кінотеатру. У теперішній час (2010) у співпраці голландської компанії IDS та кіностудії ім. Довженка висунутий оригінальний і доволі амбітний інноваційний проєкт щодо відновлення кінозалів у сільській місцевості України — запропоновано створити велику національну мережу проєкторних кінозалів на базі сільських клубів, які не отримуватимуть ліцензії Dolby й показуватимуть фільми категорії E, де менші вимоги, ніж у категорії D.

### IMAX
Формат фільмів і кінотеатрів, що забезпечує краще зображення порівняно зі звичайними. Для відтворення кінофільмів використовується збільшений екран, а також спеціальні проєктори. Технологію розробила і запатентувала канадська компанія IMAX. Також кінотеатр дозволяє переглядати фільми в 3D форматі, для чого потрібно використовувати спеціальні окуляри.
Перший в Україні IMAX-кінотеатр було відкрито 20 вересня 2008 у Києві.

### Автомобільні кінотеатри

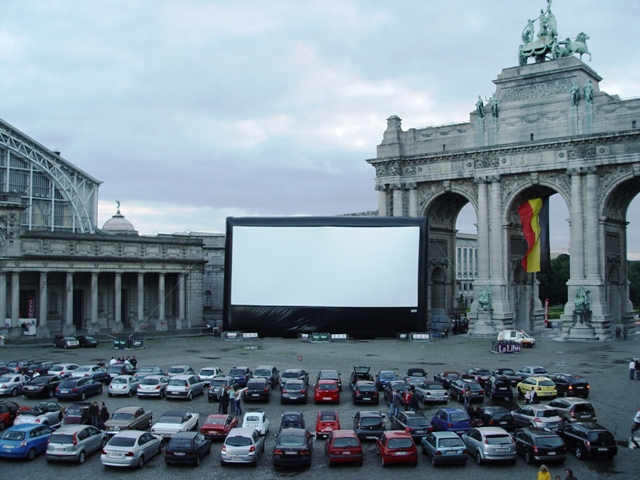
Автомобільний кінотеатр у Брюсселі, Бельгія

Автомобільний кінотеатр — це відкрита парковка з екраном з одного кінця і проєкційною будкою з іншого. Для перегляду фільму глядачі заїжджають на паркувальні місця. Фільми зазвичай переглядають через лобове скло автомобіля, хоча деякі глядачі вважають за краще сидіти на капоті автомобіля. Звук або відтворюється через переносні гучномовці, розташовані у кожного паркувального місця, або транслюється на частоті FM-радіо для відтворення через стереосистему автомобіля. Через розташування на відкритому повітрі автомобільні кінотеатри зазвичай працюють тільки в теплу пору року і після заходу сонця. Автомобільні кінотеатри переважно зустрічаються в Сполучених Штатах, де вони були особливо популярні в 1950-х і 1960-х роках. Колись вони обчислювалися тисячами, на початку нового тисячоліття їх залишилося близько 400.

### Онлайн-кінотеатри
Див. також. Категорія:Кіносайти
З 2011 в Україні працює легальний онлайн-кінотеатр Megogo.net.

## Виноски
1. ↑  Жук Ольга Кіно у клубі. У селах і райцентрах обіцяють відновити кінотеатри, де показуватимуть ретро і фільми категорії Е, а Голлівуду не буде [Архівовано 4 березня 2016 у Wayback Machine.] // «Україна Молода» № 183 за 2 жовтня 2010 року